# Central Bank of India
Ne doit pas être confondu avec Reserve Bank of India.
Pour les articles homonymes, voir CBI.
Central Bank of India (CBI) est une banque dont le siège social est situé à Bombay en Inde. Elle est créée en 1911. Elle est détenue par l'état indien depuis sa nationalisation en 1969. 